# Otabek Shukurov
Otabek Gʻayrat oʻgʻli Shukurov (kyrillisch Отабек Ғайрат ўғли Шукуров; * 22. Juni 1996 in Chiroqchi, Qashqadaryo) ist ein usbekischer Fußballspieler, der seit Februar 2024 bei Kayserispor unter Vertrag steht. Der Mittelfeldspieler ist außerdem seit Juni 2016 usbekischer Nationalspieler.

## Karriere

### Verein
Der in Chiroqchi, Qashqadaryo geborene Otabek Shukurov begann mit neun Jahren in der Jugendabteilung von Nasaf Karschi seine fußballerische Ausbildung und vier Jahre wechselte er in den Nachwuchs des FK Mashʼal Muborak. Dort wurde er während der Spieljahres 2014 erstmals in die erste Mannschaft befördert. Sein Debüt in der höchsten usbekischen Spielklasse, gab er am 21. Juni 2014 (13. Spieltag) beim 3:1-Heimsieg gegen Metallurg Bekobod, als er in der 65. Spielminute für Zafar Turayev eingewechselt wurde. In seiner ersten Spielzeit bestritt er vier Ligaspiele.
Zur nächsten Saison 2015 wechselte er zu Bunyodkor Taschkent, wo er in der Hinrunde jedoch nur zu zwei Kurzeinsätzen kam. Im Juli 2015 zog es ihn deshalb auf Leihbasis zum Ligakonkurrenten FK Buxoro. Dort entwickelte sich Shukurov rasch zum Leistungsträger und Stammspieler im Mittelfeld. Am 5. November 2015 (29. Spieltag) erzielte er beim 3:1-Heimsieg gegen den FK Neftchi Fargʻona sein erstes Ligator. Für die Choʻl jangchilar absolvierte er in dieser Spielzeit 14 Ligaspiele, in denen ihm zwei Torerfolge gelangen.
Seine guten Leistungen blieben auch seinem ehemaligen Arbeitgeber Bunyodkor Taschkent nicht verborgen und in der darauffolgenden Spielzeit 2016 wagte er einen zweiten Anlauf beim Hauptstadtverein. Diesmal war er bereits seit Beginn der Saison Stammkraft. Insgesamt kam er in 25 Ligaspielen zum Einsatz und er erreichte mit dem Verein den zweiten Tabellenrang.
Seinen Status als unumstrittene Stammkraft behielt er auch im nächsten Spieljahr 2017 bei. Am 11. August 2017 (17. Spieltag) erzielte er das entscheidende Siegtor zum 1:0-Heimsieg gegen den FK Olmaliq und schrieb damit erstmals im Trikot Bunyodkors an. Am 30. September (23. Spieltag) gelang ihm beim 4:0-Heimsieg gegen seinen Jugendverein FK Mashʼal Muborak ein Doppelpack. In dieser Spielzeit absolvierte er 27 Ligaspiele, in denen er fünf Treffer machen konnte.
Shukurov verlängerte im Anschluss an die Saison seinen zum 31. Dezember 2017 auslaufenden Vertrag nicht und unterzeichnete stattdessen einen Eineinhalbjahresvertrag beim Sharjah FC in der UAE Arabian Gulf League. Sein Debüt bestritt er am 11. Januar 2018 (12. Spieltag) beim 2:1-Auswärtssieg gegen den al-Nasr SC. Er absolvierte alle elf verbleibenden Ligaspiele der Spielzeit 2017/18, in denen ihm zwei Vorlagen gelangen.
Seinen ersten Treffer für Sharjah erzielte er am 20. Oktober 2018 (6. Spieltag) beim 1:1-Unentschieden gegen den Adschman Club. Aufgrund eines Fußbruchs, den er sich in einem Länderspiel im März 2019 zuzog, verpasste er nahezu die gesamte Rückrunde der Saison 2018/19, in der er zuvor in 17 Ligaeinsätzen zwei Treffer verbuchen konnte. In der verkürzten nächsten Spielzeit 2019/20 kam er in jedem der 19 Ligaspiele zum Einsatz, in denen ihm drei Tore und zwei Assists gelangen. 2022 schloss er sich dem türkischen Fatih Karagümrük SK an. Dort gelang ihm in den folgenden Spielzeiten in 43 Spielen ein Treffer. In der Winterpause im Februar 2024 wechselte er ligaintern zu Kayserispor. In der Folge kam er in der Rückrunde regelmäßig zum Einsatz, schloss sich aber bereits im Sommer 2024 für eine Ablöse von 400.000 € dem saudischen al-Fayha FC an.

### Nationalmannschaft
Otabek Shukurov führte im Oktober 2013 die usbekische U17-Nationalmannschaft als Kapitän ins Achtelfinale der U17-Weltmeisterschaft in den Vereinigten Arabischen Emiraten. Mit der U20 nahm er an der U20-Weltmeisterschaft 2015 in Neuseeland teil, wo er mit der Auswahl das Viertelfinale erreichte und in allen fünf Partien startete.
Am 7. Juni 2016 debütierte Shukurov bei der 1:2-Testspielniederlage gegen Kanada für die usbekische Nationalmannschaft. Am 11. Oktober 2016 erzielte er beim 2:0-Heimsieg gegen China in der Qualifikation zur Weltmeisterschaft 2018 sein erstes Länderspieltor. Bei der Asienmeisterschaft 2019 in den Vereinigten Arabischen Emiraten absolvierte er alle vier Spiele der Weißen Wölfe.